# Guillaume V d'Orange-Nassau
 (août 2024).
Si vous disposez d'ouvrages ou d'articles de référence ou si vous connaissez des sites web de qualité traitant du thème abordé ici, merci de compléter l'article en donnant les références utiles à sa vérifiabilité et en les liant à la section « Notes et références ».
Pour les articles homonymes, voir Batave, Guillaume V et Guillaume de Nassau.
Guillaume V Batave, prince d'Orange-Nassau (en néerlandais Willem V Batavus, prins van Oranje en Nassau), né à La Haye le 8 mars 1748 et mort à Brunswick le 9 avril 1806, est prince de Nassau-Dietz à sa naissance, prince d'Orange-Nassau en 1751, stathouder des Provinces-Unies de 1751 à 1795, prince de Fulda et comte de Corvey en 1802. Il est le dernier stathouder des Provinces-Unies.

## Famille
Il est le fils du prince Guillaume IV d'Orange-Nassau (1711 – 1751), prince de Nassau-Dietz et prince d'Orange-Nassau (1711 – 1751), et d'Anne de Hanovre (1709 – 1759), princesse royale de Grande-Bretagne et d'Irlande, et régente des Provinces-Unies (1751 – 1759).
Il épouse, le 4 octobre 1767, à Berlin, Wilhelmine de Prusse (1751 – 1820), nièce du « grand Frédéric » et fille d'Auguste-Guillaume, prince héritier de Prusse, sœur de Frédéric-Guillaume II de Prusse et petite-fille de Frédéric-Guillaume Ier de Prusse.
De son union avec la princesse Wilhelmine, il a cinq enfants :

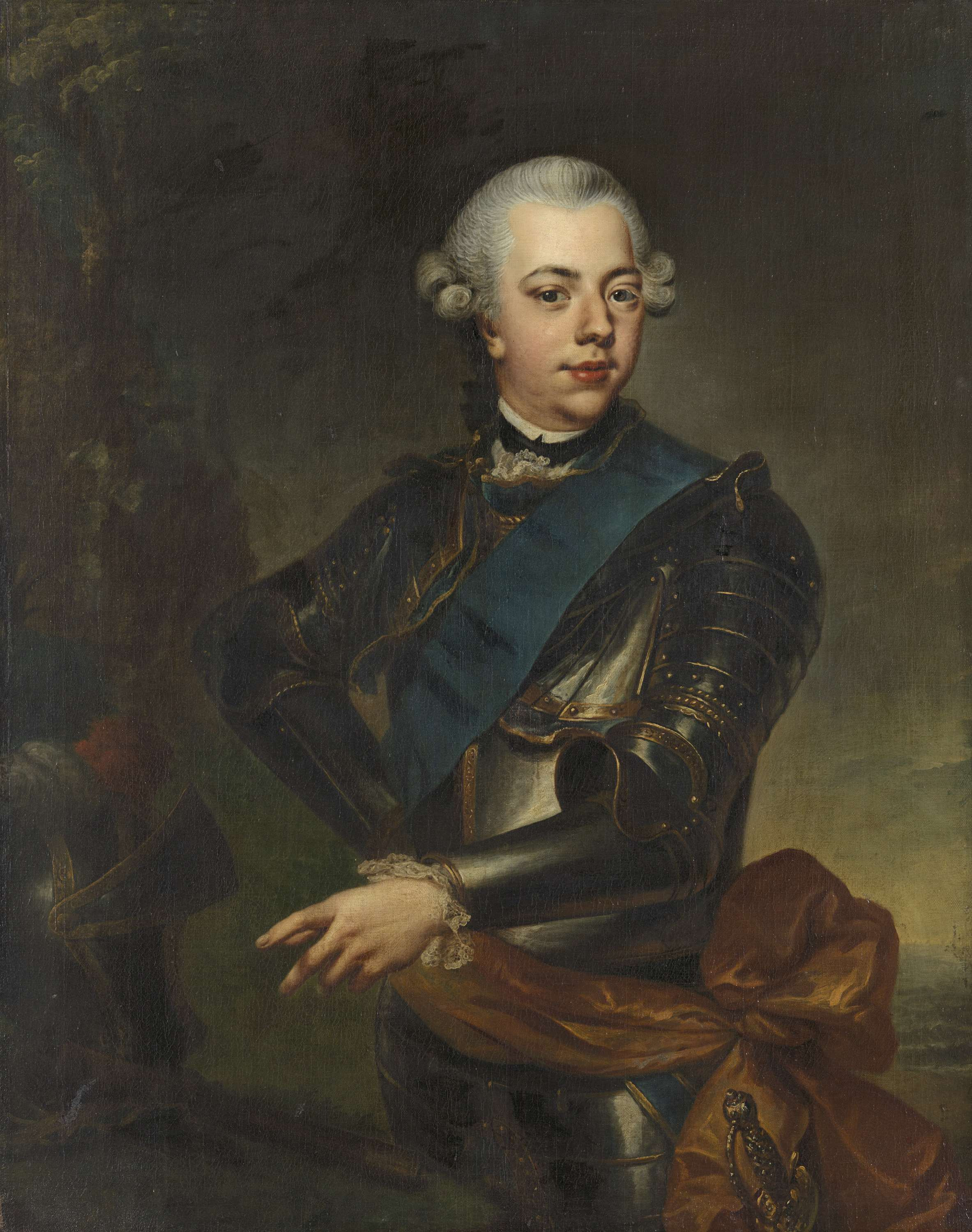
Guillaume V, stathouder des Provinces-Unies.

- un fils, prince de Nassau (La Haye, 23-24 mars 1769) ;
- Louise (1770 – 1819), princesse de Nassau, mariée en 1790 au prince héritier Charles-Georges-Auguste de Brunswick-Wolfenbüttel (1766 – 1806), fils de Charles-Guillaume-Ferdinand de Brunswick ;
- un enfant mort-né (La Haye, 6 août 1771) ;
- Guillaume-Frédéric (1772 – 1843), prince d'Orange-Nassau, grand-duc de Luxembourg et roi des Pays-Bas (1815 – 1840) sous le nom de Guillaume Ier ;
- Guillaume-Georges-Frédéric (1774 – 1799), prince de Nassau.

## Biographie
Orphelin de père dès l'âge de trois ans, bon enfant mais faible, Guillaume V d'Orange-Nassau confie les affaires politiques au duc Louis-Ernest de Brunswick-Wolfenbüttel, beau-frère du roi Frédéric II de Prusse, ce qui provoque une opposition véhémente du parti patriotique.
Âgé de dix huit ans, Guillaume V d'Orange-Nassau devient stathouder (1766) après le décès de son père survenu en 1751 et après une longue période de régence assurée par sa mère, Anne de Hanovre, de 1751 à 1759, sa grand-mère Marie-Louise de Hesse-Cassel de 1759 à 1765, et sa sœur Caroline d'Orange-Nassau de 1765 à 1766.
Le duc de Brunswick marie le jeune stathouder à sa nièce Wilhelmine de Prusse (1751 – 1820).
Il apprend la peinture auprès de Cornelis Ploos van Amstel.

## Défaites

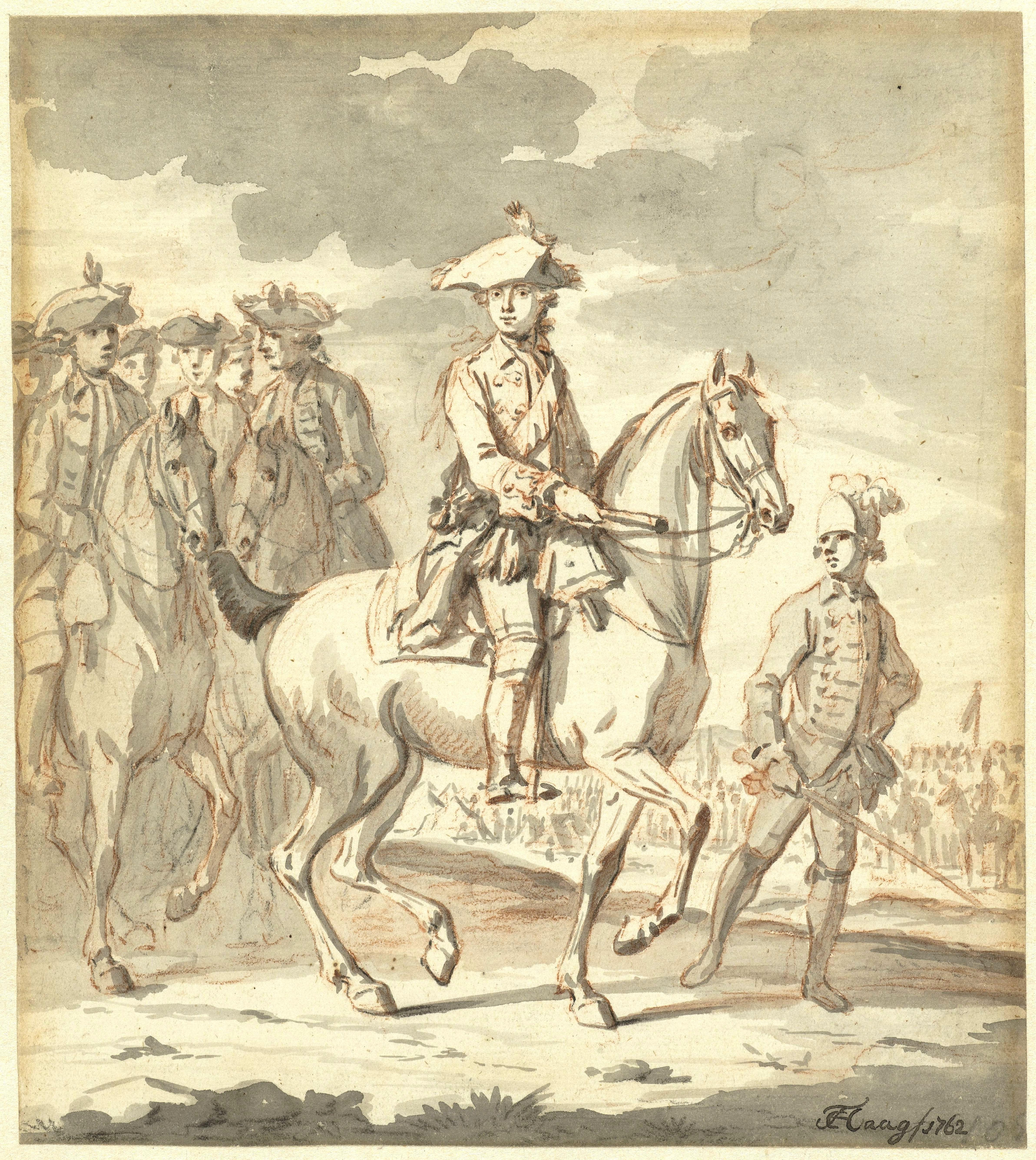
Guillaume V à la tête des armées hollandaises.

Lors de la guerre d'indépendance américaine, Guillaume V d'Orange-Nassau reste neutre.
À la tête de la faction anglaise, il tente de bloquer dans son État les initiatives pro-révolutionnaires et plus tard pro-françaises, mais ne peut échapper à la guerre.
En effet, les Hollandais tentent de s'unir à la « ligue des neutres » soutenue par la Russie, ce qui en 1780 les plongea dans la guerre avec l'Angleterre. Celle-ci leur reproche leur neutralité alors que des traités d'alliance les obligent à prêter assistance aux forces britanniques et la soupçonne de commercer secrètement avec la France. En effet, depuis les îles néerlandaises dans les Caraïbes, les Provinces-Unies vendent des armes aux colons américains.
Après de nombreuses pressions et discussions de beaucoup d'hommes politiques et de diplomates français et américains, ils se décident à reconnaître en 1782 l'indépendance des États-Unis.
Après quatre ans de guerre, les Hollandais sont défaits et les Pays-Bas sont appauvris.
En 1785 un incident diplomatique avec les Pays-Bas autrichiens provoque la guerre de la Marmite qui a pour conséquence la première Révolution batave.

## Révolutions

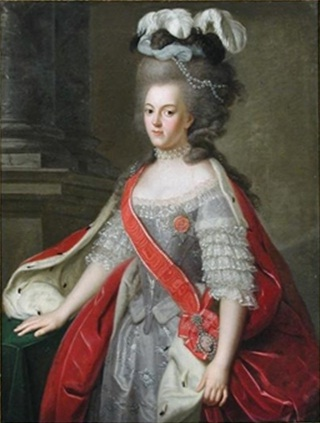
Wilhelmine de Prusse.

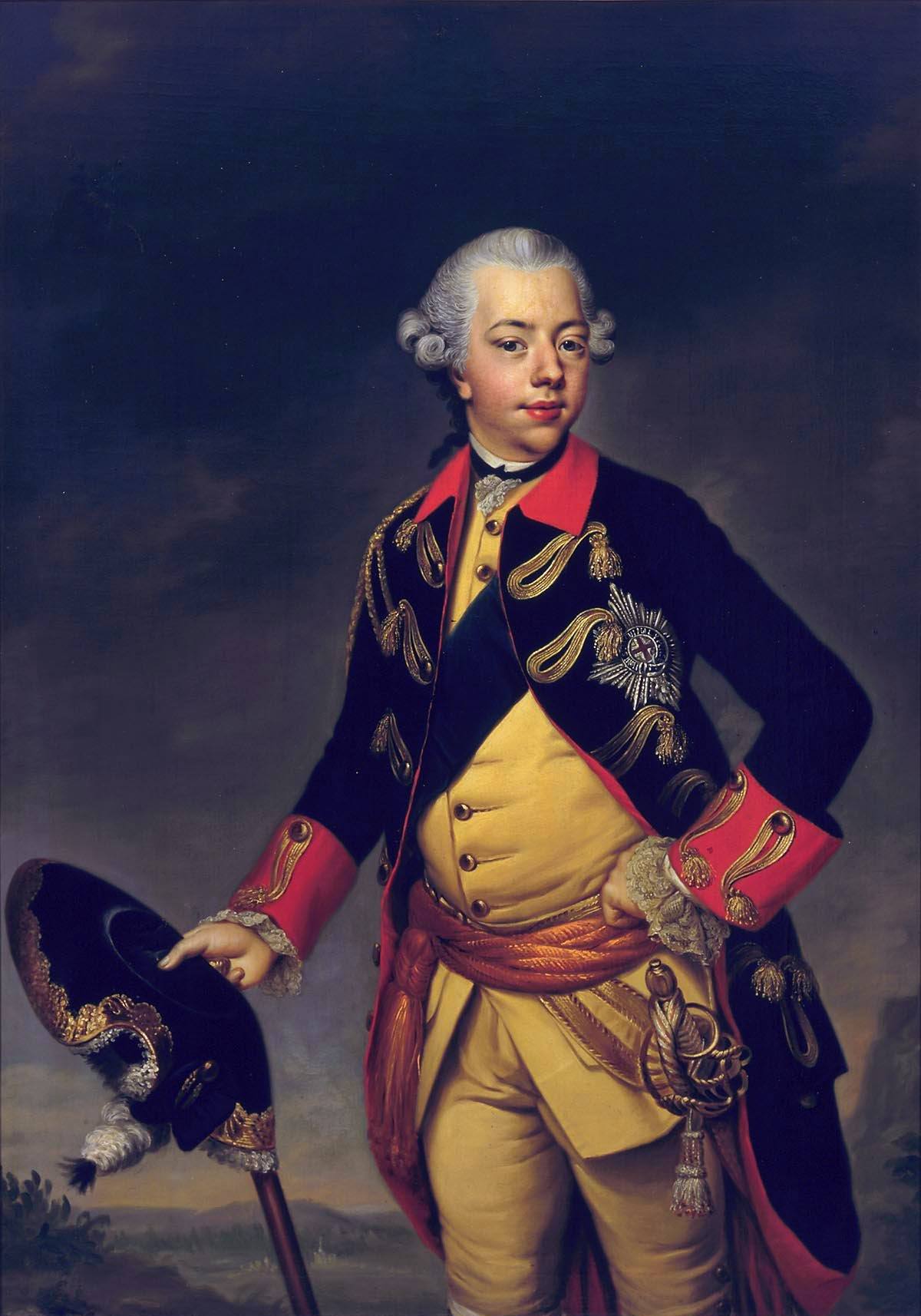
Guillaume V.

Menés par Joan Derk van der Capellen tot den Pol, une bande de jeunes gens, appelés Patriotes, pour la plupart issus de la bourgeoisie commerçante, inquiets de la décadence des Provinces-Unies, acquis aux idées nouvelles de liberté et soupçonnant les Orange-Nassau de vouloir établir la monarchie au profit de leur Maison, provoquent l'autorité du stathouder.
Celui-ci doit déplacer sa cour en Gueldre, et cet éloignement du centre politique est la seule mesure prise par le stathouder. Il respecte le désir de son influente épouse Wilhelmine de Prusse, ce qui n'améliore pas la situation.
Guillaume V d'Orange-Nassau et son épouse tentent de se rendre à La Haye, mais sont arrêtés par les Patriotes qui les incitent à retourner en Gueldre.
Pour la nièce du « grand Frédéric » et son époux c'est un camouflet. Le stathouder appelle à son secours son beau-frère le roi Frédéric-Guillaume II de Prusse, qui ordonne en 1787 à une partie de son armée commandée par leur talentueux cousin Charles II, duc de Brunswick, de pénétrer aux Pays-Bas afin de vaincre les Patriotes.
Cette campagne sans effusion de sang vaut au duc l'admiration de ses contemporains. Reconnaissant, le stathouder s'allie à la maison de Brunswick et donne en mariage sa fille Frédérique au fils aîné du duc de Brunswick en 1790.
L'année suivante, le prince Guillaume, son fils aîné, épouse Wilhelmine de Prusse (1774 – 1837), aînée des filles du roi Frédéric-Guillaume II. Les Orange-Nassau s'inscrivent ouvertement dans la lignée des souverains anti-révolutionnaires.
Les Patriotes se réfugient en Flandre française et notamment à Dunkerque, dont les habitants parlaient leur langue.

## Guerres

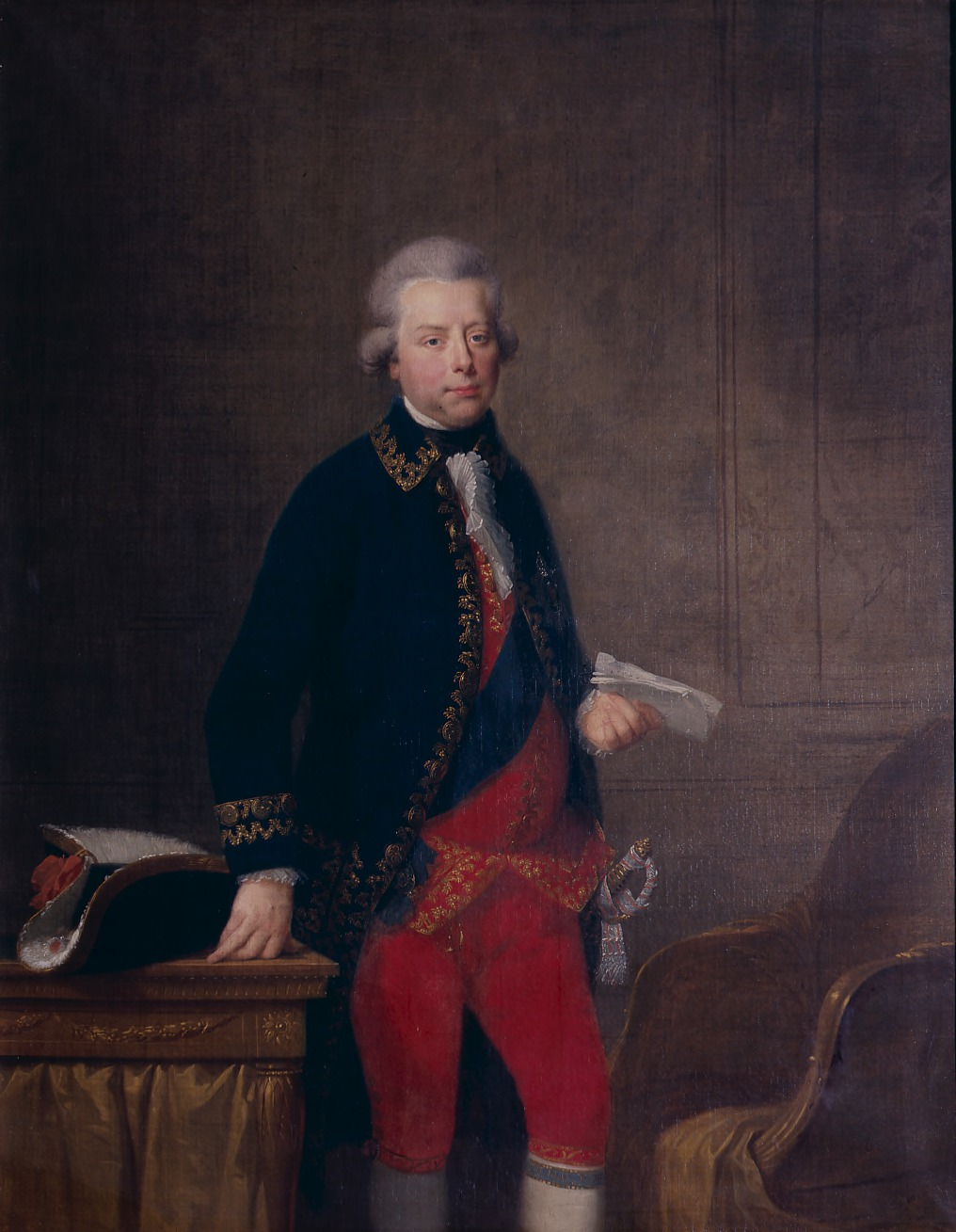
Guillaume V dans les années 1790.

La France déclara la guerre à l'empereur en avril 1792, provoquant un conflit qui allait devenir mondial et durer 25 ans.
En août, le duc de Brunswick, commandant des forces impériales, proche parent du stathouder et comme lui également parent du roi de Prusse et du roi de Grande-Bretagne, fait publier une déclaration dont le dessein est de replacer le roi de France dans ses prérogatives et que l'histoire retient sous le nom de Manifeste de Brunswick.
À l'orgueil aristocratique du duc répond la fierté des révolutionnaires français. Une émeute conduit la famille royale en prison où, après avoir été déchue, l'attend un destin tragique.
Les Patriotes hollandais apprennent avec joie la proclamation de la république à Paris et la victoire française de Valmy en septembre 1792.
En 1793, la France déclare la guerre aux Provinces-Unies et à l'Angleterre. En plein hiver 1794, le général Pichegru fait traverser à ses troupes la Meuse et le Rhin gelés et bloque dans ses ports la flotte hollandaise.
Les Patriotes reviennent aux Pays-Bas et instaurent la République batave qui devient une république sœur de la République française, non sans laisser à celle-ci la rive gauche du Rhin. Cependant, la protection de la « grande sœur » française se transforme rapidement en tutelle.

## Fin de sa vie
En janvier 1795, Guillaume V d'Orange-Nassau et sa famille s'exilent en Angleterre.

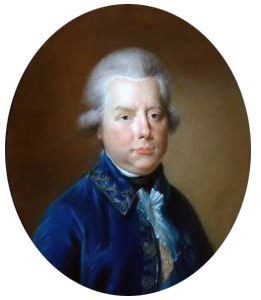
Guillaume V (par Tischbein, 1789).

Subissant les pressions de son hôte, l'ex-stathouder donne instruction à ses administrateurs de céder les territoires d'outre-mer néerlandais, notamment Java, Malacca et les Moluques à l'Angleterre afin qu'ils ne tombent pas aux mains des Français.
Il s'exile par la suite avec sa famille dans la principauté de Brunswick-Wolfenbüttel.
En 1801, par le traité de Lunéville qui légalise l'annexion du sud des ex-Provinces-Unies par la France, il reçoit en dédommagement les terres des abbayes de Corvey et de Fulda en Allemagne, qu'il lègue à son fils en 1802.
Il meurt à Brunswick en 1806 à l'âge de 58 ans.
Son fils Guillaume revient en Hollande en 1813 et devient, en 1815, le premier roi des Pays-Bas sous le nom de Guillaume Ier.

## Titres
- Stathouder général des Provinces-Unies
- Prince d'Orange-Nassau
- Marquis de Veere et Flessingue
- Comte de Buren, Culembourg, Leerdam et Vianden
- Vicomte d'Anvers
- Baron de Aggeris, Bréda, Cranendonck, Pays de Cuijk, Daesburg, Eindhoven, Grave, De Lek, IJsselstein, Diest, Grimbergen, Herstal, Warneton, Arlay et Nozeroy
- Seigneur héréditaire d'Ameland
- Seigneur de Baarn, Bredevoort, Borculo, Dasburg, Mont-Sainte-Gertrude, Hooge en Lage Zwaluwe, Klundert, Lichtenvoorde, Liesveld, 't Loo, Montfort, Naaldwijk, Niervaart, Polanen, Steenbergen, Sint-Maartensdijk, Soest, Ter Eem, Turnhout, Willemstad, Zevenbergen, Bütgenbach, Saint-Vith et Besançon.

## Dans la culture populaire
- La cérémonie d'intronisation de Guillaume V comme Stathouder à La Haye inspira Wolfgang Amadeus Mozart, de passage aux Provinces-Unies, qui composa les Sept variations sur «Willem van Nassau», en 1766, alors qu'il n'avait que dix ans.